# Giotto (sonda espacial)
A sonda espacial Giotto foi uma missão não tripulada da Agência Espacial Europeia - ESA com a finalidade de pesquisar o cometa Halley de perto. Foi lançada pelo foguete Ariane 1 voo V 14, em 2 de julho de 1985. Não se esperava que a sonda viesse a sobreviver ao passar pela cauda do cometa, mas apesar do impacto de algumas partículas, a maioria dos equipamentos continuou a funcionar normalmente. Posteriormente a missão foi estendida agora para interceptar um segundo alvo, o cometa Grigg-Skjellerup.

## Missão
Em 13 de março de 1986 a sonda Giotto conseguiu se aproximar bastante do cometa, ficando a uma distância de apenas 596 km do seu núcleo. Quando do encontro, a distância da sonda ao Sol era de 0,89 UA e de 0,98 UA a distância da sonda para a Terra. 

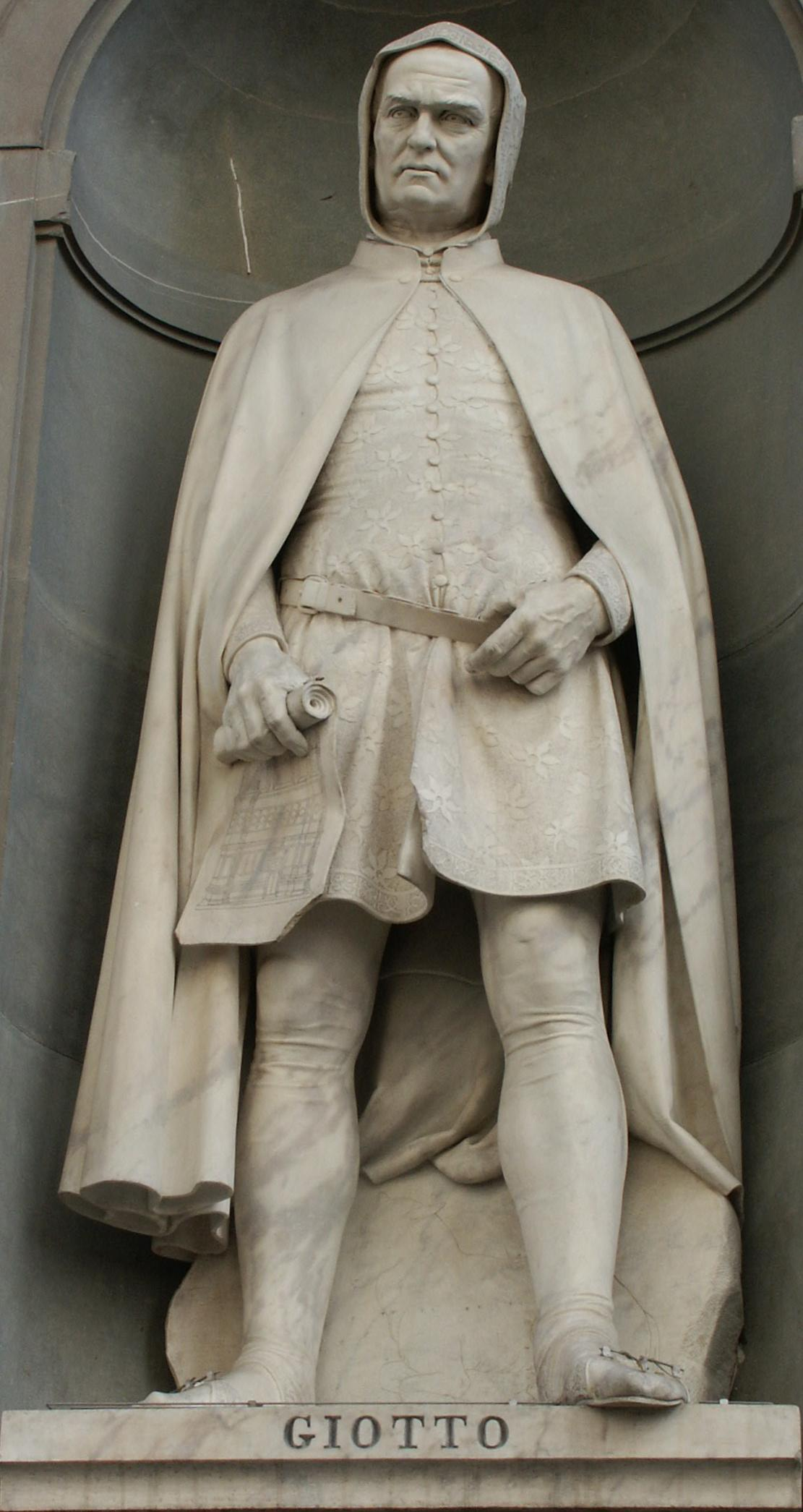
Estátua de Giotto situado em Florença, da Galleria degli Uffizi

A sonda Giotto recebeu este nome em homenagem ao pintor Giotto di Bondone. Ele havia observado o cometa em 1301 e isso inspirou-o a pintar a estrela de Belém na sua pintura sobre a história do Natal. Pintura sobre os três reis Magos
Estava previsto originalmente que esta missão seria uma missão conjunta entre os Estados Unidos e a ESA, porém devido a um programa de contenções de despesas, os Estados Unidos abandonaram esta missão. Também havia planos de observar o cometa através de um dos voos de órbita baixa de um ônibus espacial. Mas o plano foi cancelado devido ao desastre do ônibus espacial Challenger em 1986. 
Havia um plano de se enviar uma armada de seis sondas para pesquisar o cometa. Essa armada era constituída além da sonda Giotto, de duas sondas soviéticas representadas pela Missão Vega, duas sondas do Japão: a sonda Sakigake e a sonda Suisei e por último, a sonda americana ISEE-3/ICE. A ideia era que as duas sondas japonesas, mais a sonda norte-americana fizessem um estudo de longa distância do cometa. Seguidas pelas duas sondas russas, que mirariam suas pesquisas mais para o núcleo do cometa. Todas essas informações seriam enviadas para a sonda Giotto, para ela mais precisamente aproximar do seu núcleo. Este grupo de sondas exploradoras do cometa Halley ficou denominada de Armada Halley.
Como foi previsto que a sonda iria passar muito próximo de seu núcleo de Halley, acreditou-se que a sonda não viria a sobreviver ao impacto de suas partículas em altíssima velocidade.

## Objetivos da Missão
- 1) Obter fotos coloridas do núcleo do cometa.

- 2) Determinar os elementos químicos e os componentes isotópicos da cauda do cometa e de suas moléculas formadoras.
- 3) Caracterizar os componentes físicos e químicos dos processos que ocorrem na atmosfera do cometa e na sua ionosfera.
- 4) Determinar os elementos e as composição isotópicos das partículas de sua cauda.
- 5) Medir a produção total do gás, do fluxo e do tamanho das partículas, a relação entre a produção de gás e de partículas.
- 6) Investigar o fluxo de plasma, sob o ponto de vista macroscópico, resultado da interação entre o cometa e o Sol.

## A sonda
A sonda possuía um tamanho modesto e tinha uma massa de 960 kg. Seu corpo principal era constituído de um pequeno cilindro de 1,85 metros de diâmetro, com 1,1 metros de altura. Seu interior era constituído de três plataformas. A do topo com uma altura de 30 cm, depois a plataforma principal com 40 cm de altura e finalmente a plataforma de experimentos com cerca de 30 cm de altura. Em cada plataforma eram montados os subsistemas e experimentos. No topo do cilindro estava localizado um tripé que sustentava uma antena direcional de alto-ganho de 1,5 metros de diâmetro, dando a sonda a altura total de 2,85 metros. O principal motor do foguete estava posicionado no centro do cilindro, com o seu tubo de descarga saíndo por baixo do cilindro. 
O maior problema enfrentado pela missão era o de garantir que a sonda pudesse sobreviver o máximo de tempo possível para que pudesse obter fotos e análise do núcleo do cometa, sendo que a velocidade relativa de ambos era de 245.000 km/h
A sonda Giotto se baseia em um modelo da sonda GEOS. Foi construída pela British Aerospace e foi modificada com a adição de um escudo para proteger a sondas das partículas cometárias, proposto por Fred Whipple. Era composto de uma fina cobertura de alumínio de 1 mm de espessura e de uma manta de kevlar de 12 mm, separados um do outro por um espaço de 25 cm, podendo resistir a impactos de partículas com até 0,1 grama de massa. A sonda Stardust também utilizou este escudo de proteção contra as partículas do cometa Wild 2, que visitou.
Dez equipamentos equipavam a sonda Giotto. Uma câmera teleobjetiva, três espectrômetros, de massa, de nêutrons e de íons. Vários detectores de partículas, um fotopolimerizador e um conjunto de experimentos para a análise do plasma.
Todos os experimentos funcionaram bem e retornaram um bom número de informações científicas e forneceram uma importante e clara identificação do núcleo do cometa.
Com 14 segundos antes de seu ponto de maior aproximação, a sonda Giotto foi atingida por uma "grande" partícula de poeira do cometa, que lhe provocou uma rotação de 0,9 graus. Neste ponto os instrumentos científicos passaram a funcionar de forma intermitente, pelos próximos 32 minutos.
Muitos sensores sobreviveram ao encontro com pouco ou nenhum dano. Entre os instrumentos inoperantes incluem os espectrômetros de neutros e de íons, além de um detector de partículas e de um analisador de plasma.
Na sua fase estendida a sonda obteve sucesso no encontro com o cometa Grigg-Skjellerup em 10 de julho de 1992. Chegando a máxima aproximação de 200 km.
Na ocasião, a distância heliocêntrica da sonda era de 1,01 UA, e a distância geocêntrica da sonda era de 1,43 UA. 
Para esta nova jornada de pesquisa, os equipamentos da sonda foram ligados na noite de 9 de julho e os operadores da missão ficaram surpresos com a boa resposta que obtiveram da sonda. O centro de operações da Agência Espacial Europeia fica em Darmstadt, Alemanha.

## Desafios desta missão
- Foi a primeira missão de espaço profundo da Europa.
- Foi a primeira missão a obter fotos de perto deste cometa.
- Foi a primeira sonda a encontrar de perto dois cometas.
- Foi a primeira missão de espaço profundo, que fez o uso da assistência gravitacional para mudar seu curso de volta à Terra.
- Descobriu o tamanho e as características morfológicas do núcleo de Halley.
- Conseguiu obter dados de um cometa a uma pequena distância (200 km do cometa Grigg-Skjellerup), nunca antes conseguida anteriormente.
- Descobriu uma crosta negra e jatos de gás brilhantes do núcleo de Halley.
- Mediu a dimensão, a composição e a velocidade das partículas de poeira de dois cometas.
- Mediu a composição do gás produzido por dois cometas.
- Descobriu ondas magnéticas incomuns próximas ao cometa Grigg-Skjellerup

## Instrumentos da sonda
- MAG - Magnetometer
- HMC - Halley Multicolour Camera
- DID - Dust Impact Detection System
- RPA - Rème Plasma Analyser
- JPA - Johnstone Plasma Analyser
- PIA - Particulate Impact Analyser
- OPE - Optical Probe Experiment
- EPA - Energetic Particles
- NMS - Neutral Mass Spectrometer
- IMS - Ion Mass Spectrometer
- GRE - Giotto Radio Experiment

## Órbitas

Órbitas da sonda e dos cometas

Lançada em julho de 1985, a sonda Giotto foi enviada a executar uma órbita circular junto com a órbita da Terra e ela levou 10 meses para dar a volta no Sol. Oito meses foram gastos na sua primeira órbita para atingir Halley a uma distância inferior a 600 km. 
Tendo completado seis órbitas em cinco anos, a posição orbital entre a Terra e a sonda coincidiu em Julho de 1990 para que a sonda efetua-se uma assistência gravitacional com o auxílio da Terra. Com isso a sonda foi lançada em uma nova órbita maior e em dois anos a sonda pode atingir um segundo cometa 26P/Grigg-Skjellerup.

## Armada Halley
A sonda Giotto fez parte do que se denominou chamar de Armada Halley, um conjunto de quatro missões espaciais, que visaram entre outras funções, a de pesquisar o Cometa Halley. As outras missões foram a Vega 1 e 2, Sakigake, ISEE-3/ICE, e Suisei.